# Willy Goldberger
Leopold Wilhelm „Willy“ Goldberger (* 25. Juli 1898 in Berlin; † 26. November 1961 in Madrid) war ein deutschstämmiger Kameramann beim deutschen und europäischen Film.

## Leben und Wirken
Der Sohn des Kaufmanns Josef Goldberger und seiner Frau Rachel „Rosalie“, geb. Lipschitz, begann 1915 für die BB-Film von Heinrich Bolten-Baeckers und anschließend für Joe Mays May-Film GmbH zu arbeiten. Nach seinem Kriegsdienst 1917/18 wurde Goldberger in den zwanziger Jahren ein gefragter Kameramann beim deutschen Film. Er drehte meist Komödien, seltener Melodramen. Zu Beginn der Tonfilmzeit stand er häufig bei operettenhaften Musikfilmen Géza von Bolvárys hinter der Kamera.
Nach der Machtübernahme durch die Nationalsozialisten 1933 emigrierte der jüdischstämmige Goldberger und lebte in den folgenden sechs Jahren abwechselnd in neun Ländern. Er fand dort reichlich Beschäftigung als Kameramann, zuletzt vom Dezember 1936 bis Dezember 1937 in Schweden. Anfang 1938 ging Goldberger wieder nach Wien, verließ Österreich aber nach dem Anschluss Ende März desselben Jahres in Richtung Schweden.
Willy Goldberger ließ sich anschließend in Portugal und nach Ende des Spanischen Bürgerkriegs in Spanien nieder, wo er seine Arbeit als Kameramann fortsetzte. Zu Guillermo Goldberger hispanisiert, wurde der erfahrene Techniker gern eingesetzt. „Für das spanische Publikum drehte Goldberger vorwiegend schwülstige Melodramen und sentimentale Liebesgeschichten, aber auch einige wenige Komödien, sozial engagierte und patriotisch-militärische Stoffe.“ Gemeinsam mit dem ebenfalls vom deutschen Film kommenden Kollegen Heinrich Gärtner bildete er vor Ort eine eigene Kameraschule, die stilbildend für die künftige Kameraleute-Generation Spaniens werden sollte.
In den 50er Jahren war Willy Goldberger noch zweimal in Deutschland aktiv, konnte aber in seinem angestammten Beruf nicht mehr Fuß fassen. Er starb 1961 in Madrid.
Sein Bruder Isidor(o) „Isy“ Goldberger (1892–1987) war ebenfalls Kameramann in Spanien.

## Filmografie (Auswahl)
- 1915: Seifenblasen
- 1915: Der indische Tod
- 1916: Wie ich Detektiv wurde
- 1916: Das rätselhafte Inserat
- 1919: Wer unter Euch ohne Sünde ist
- 1919: Die Gesunkenen
- 1920: Gerechtigkeit
- 1920: Anna Karenina
- 1920: Das Grauen
- 1920: Die Erlebnisse der berühmten Tänzerin Fanny Elßler
- 1920: Johann Baptiste Lingg
- 1920: Der Tod im Nacken
- 1920: Der gelbe Diplomat
- 1920: Die sieben Todsünden
- 1921: Das Haus in der Dragonergasse
- 1921: Die Diamentenkonkurrenz
- 1921: Aus den Tiefen der Großstadt
- 1921: Hazard
- 1921: Der Sträfling von Cayenne
- 1921: Das Mädchen, das wartet
- 1921: Um den Sohn
- 1921: Das begrabene Ich
- 1921: Die goldene Pest
- 1921: Aus den Memoiren einer Filmschauspielerin
- 1921: Das Mädel von Picadilly (2 Teile)
- 1922: Das Logierhaus für Gentlemen
- 1922: Die Kartenlegerin
- 1923: Raskolnikow
- 1923: Die Macht der Finsternis
- 1924: Der Mann um Mitternacht
- 1924/26: Der krasse Fuchs
- 1925: Zapfenstreich
- 1925: Ihre letzte Dummheit
- 1925: Aschermittwoch
- 1925: Des Lebens Würfelspiel
- 1925: Volk in Not
- 1926: Die Kleine und ihr Kavalier
- 1926: Deutsche Herzen am deutschen Rhein
- 1926: Der gute Ruf
- 1926: Wenn das Herz der Jugend spricht
- 1927: Die leichte Isabell
- 1927: Kinderseelen klagen euch an
- 1927: Die Frau, die nicht „Nein“ sagen kann
- 1927: U 9 Weddigen
- 1927: Primanerliebe
- 1927: Das Erwachen des Weibes
- 1927: Alpentragödie
- 1927: Ein Tag der Rosen im August … da hat die Garde fortgemußt
- 1927: Herkules Maier
- 1928: Casanovas Erbe
- 1928: In Werder blühen die Bäume…
- 1928: Polnische Wirtschaft
- 1928: Moderne Piraten
- 1928: Adam und Eva
- 1928: Prinzessin Olala
- 1928: Der Raub der Sabinerinnen
- 1928: Serenissimus und die letzte Jungfrau
- 1929: Meineid
- 1929: Anschluß um Mitternacht
- 1929: Das grüne Monokel
- 1929: Kolonne X
- 1929: Zwischen vierzehn und siebzehn
- 1929: Trust der Diebe
- 1929: Vater und Sohn
- 1929: Der Erzieher meiner Tochter
- 1930: Delikatessen
- 1930: Wenn Du noch eine Heimat hast
- 1930: Zwei Herzen im Dreiviertel-Takt
- 1930: Gaukler (Les saltimbanques)
- 1930: Der Walzerkönig
- 1930: Ein Tango für Dich
- 1930: Va Banque
- 1930: Die Csikosbaroneß
- 1930: Das Lied ist aus
- 1930: Der Herr auf Bestellung
- 1931: Wochenend im Paradies
- 1931: Der Weg nach Rio
- 1931: Das Schicksal einer schönen Frau (Madame Blaubart)
- 1931: Schuberts Frühlingstraum
- 1931: Die lustigen Weiber von Wien
- 1931: Ich geh’ aus und Du bleibst da
- 1931: Der Raub der Mona Lisa
- 1931: Panik in Chicago
- 1931: L’ inconstante
- 1931: Hurra – ein Junge!
- 1931: Liebeskommando
- 1931: Man braucht kein Geld
- 1931: Mein Leopold
- 1932: Fräulein – Falsch verbunden
- 1932: Ein bißchen Liebe für Dich
- 1932: Ein Lied, ein Kuß, ein Mädel
- 1932: Ich will nicht wissen, wer du bist
- 1932: Das Testament des Cornelius Gulden
- 1932: Ein Mann mit Herz
- 1932: Der Rebell
- 1933: Madame wünscht keine Kinder
- 1933: Was Frauen träumen
- 1933: Ein Mädel aus Wien (Going Gay)
- 1933: For Love of You
- 1933: Rakoczy-Marsch
- 1934: Csibi, der Fratz
- 1934: Die bleiche Bet (Bleeke bet)
- 1934: Alles für die Firma
- 1935: Letzte Liebe
- 1935: Tagebuch der Geliebten
- 1935: Hoheit tanzt Walzer
- 1935: Vida rotas
- 1935: El malvado Carabel
- 1936: Kaffee Moskau (Café Moszkva)
- 1936: Fräulein Lilli
- 1936: En flicka kommer till stan
- 1937: Maria Papoila
- 1937: Lyckliga vestköping
- 1937: Häxnatten
- 1937: En sjöman går i land
- 1937: Kamrater i vapenrocken
- 1937: Än en gang Gösta Ekman / Far och son
- 1938: Ein Spaziergang mit Robert Stolz durch Wien (Kurzdokumentarfilm, auch Regie)
- 1938: A Canção da Terra
- 1938: A Rosa do Adro
- 1939: Feitiço do Império
- 1941: Los millones de Polichinela
- 1941: Torbellino
- 1942: Malvaloca
- 1942: La condesa Maria
- 1943: Cristina Guzman
- 1943: Noche fantastica
- 1943: Café de Paris
- 1943: Rosas de otoño
- 1944: Ella y sus millones
- 1945: Un hombre de negocios
- 1946: Un drama nuevo
- 1946: Serenata española
- 1947: Barrio
- 1947: Mañana como hoy
- 1948: Sin uniforme
- 1948: Tres ladrones en la casa
- 1949: El hombre que veia la muerte
- 1949: La guitarra de Carlos Gardel
- 1949: Sinfonia madrileña (Dokumentarfilm, auch Drehbuch)
- 1950: Septima página
- 1950: Servicio en la mar
- 1951: Esa pareja feliz
- 1953: Hochzeit auf Reisen
- 1954: Ein Haus voll Liebe
- 1956: Goodbye Sevilla